# Henrik Pomorščak
Henrik, vojvoda Viseujski (4. marec 1394 - 13. november 1460), bolj znan kot princ Henrik Pomorščak (portugalsko Infante de Sagres ou Navegador ali Infante Dom Henrique), je bil osrednji lik v prvih dneh Portugalskega imperija in v evropskih pomorskih odkritjih v 15. stoletju in širitvi pomorstva. Bil je glavni pobudnik, kar danes priznamo kot dobo odkritij. Henrik je bil četrti otrok portugalskega kralja Ivana I. in odgovoren za zgodnji razvoj portugalskega raziskovanja in pomorske trgovine z drugimi celinami s sistematičnim raziskovanjem zahodne Afrike, otokov Atlantskega oceana in iskanja novih poti.
Kralj Ivan I. je ustanovil rodbino Aviz. Henrik je svojega očeta spodbudil, da je osvojil Ceuto (1415), muslimansko pristanišče na severnoafriški obali čez Gibraltarsko ožino z Iberskega polotoka. Seznanil se je z možnostmi, ki jih ponujajo saharske trgovske poti, ki so se tam končale in se navdušil nad Afriko na splošno; najbolj ga je zanimala krščanska legenda nadduhovnika Janeza in širitev portugalske trgovine. Henrik velja za pokrovitelja portugalskega raziskovanja.

## Življenjepis
Henrik je bil tretji preživeli sin kralja Ivana I. in njegove žene Filipe, sestre kralja Henrika IV. Krstili so ga v Portu in morda se je tam rodil, verjetno takrat, ko je kraljev par živel v stari mestni kovnici, ki se zdaj imenuje Casa do Infante (Prinčeva hiša) ali v bližnji okolici. Druga možnost je, da se je rodil v samostanu Leça do Bailio, v Leça de Palmeira, v istem obdobju bivanja kraljevega para v mestu Porto.
Henriku je bilo 21 let, ko sta z očetom in brati zajela mavrsko pristanišče Ceuta v severnem Maroku. Ceuta je bila dolgo osnova za berberske pirate, ki so napadali portugalsko obalo in praznili vasi, tako da so zajeli prebivalce, da bi jih prodali v afriški trgovini s sužnji. Po tem uspehu je Henrik začel raziskovati obalo Afrike, ki je bila za večino Evropejcev neznana. Njegovi cilji so vključevali iskanje vira trgovine zlata v Zahodni Afriki in legendarno krščansko kraljestvo presterja Janeza in ustavitev piratskih napadov na portugalsko obalo.
V tistem času so bile ladje Sredozemlja prepočasne in pretežke, da bi opravile ta potovanja. Pod njegovim vodstvom se je razvila nova in mnogo lažja ladja, karavela, ki je lahko plula bolje in hitreje  in je bila predvsem zelo okretna in je lahko plula veliko bližje vetru ali "v veter". Zaradi tega je karavela večinoma neodvisna od prevladujočih vetrov. S karavelo so portugalski mornarji raziskovali reke in plitve vode ter odprti ocean zelo avtonomno. Pravzaprav je izum karavele naredil, da je bila Portugalska pripravljena prevzeti vodilno vlogo v čezmorskem raziskovanju. 
Leta 1419 ga je Henrika oče imenoval za guvernerja pokrajine Algarve.